# Усть-Ануй
Усть-Ану́й (рос. Усть-Ануй) — село у складі Бистроістоцького району Алтайського краю, Росія. Адміністративний центр та єдиний населений пункт Усть-Ануйської сільської ради.

## Населення
Населення — 301 особа (2010; 472 у 2002).
Національний склад (станом на 2002 рік):
- росіяни — 98 %